# Miss Yvonne
Miss Yvonne (Accidental Friendship) est un téléfilm américain réalisé par Don McBrearty, diffusé le 15 novembre 2008 sur Hallmark Channel.

## Fiche technique
- Titre original : Accidental Friendship
- Réalisation : Don McBrearty
- Scénario : Anna Sandor (en)
- Photographie : John Berrie
- Musique : Michel Corriveau
- Durée : 84 minutes

## Distribution
- Chandra Wilson (VF : Zaïra Benbadis) : Yvonne Caldwell
- Kathleen Munroe : Tami Baumann
- Gabriel Hogan : Kevin Brawner
- Ben Vereen (VF : Med Hondo) : Wes
- Taylor Trowbridge : Gloria
- Jean Yoon (en) : Lila Jones
- Alicja Bachleda-Curuś : Zoey

Sources et légende : Version française selon le carton de doublage français.